# منظمة إرغينكون
إرغينكون (بالتركية :Ergenekon)
وهي منظمة سرية تاريخها طويل تعود جذوره إلى القرن الماضي، أما عن تاريخ التأسيس الحقيقي للحركة فهو في عام 1999 كمنظمة سرية وأهم أهدافها هو «المحافظة» على تركيا كدولة علمانية وعسكرية وقوية كما كانت في عهد كمال أتاتورك مؤسس تركيا الحديثة بعد حملة من المداهمات في حي عمرانية في إسطنبول.
وتتهم المنظمة التي أطلقت على نفسها اسم (ارغينكون) نسبة إلى جبل أسطوري لجأ إليه الأتراك القُدماء هربا من جحافل المغول، بقيامها باغتيالات وتفجيرات وزرع عبوات ناسفة في المدن التركية ومحاولة تنظيم انقلاب على الحكومة وتعاون مع منظمات ودول خارجية لزعزعة النظام في تركيا. وتدافع المنظمة عن نفسها بأنها ضحية مؤامرة وتصفية حسابات من قبل حزب العدالة والتنمية الحاكم.
تضم الحركة في صفوفها الطبقة المثقفة وذوي المراكز العالية في تركيا من سياسيين سابقين وكتّاب وصحفيين ورجال أعمال وجنرالات وقادة عسكريين وقضاة وغيرهم من مختلف الانتمائات العقائدية والحزبية في تركيا.

## وصلات خارجية
- صدور حكم المحكمة بقضية أرغنكون الانقلابية بتركيا  - ويكي أخبار
- محاكمة أعضاء منظمة ارغينكون الجزيرة
- منظمة ارغنكون مجلة العصر